# 바탄어군
바탄어군(또는 바시어군이나 이바탄어군)은 오스트로네시아어족에 속하는 방언연속체이다. 사용되는 지역은 루손주 북쪽의 바부얀 제도, 필리핀과 타이완 사이의 바타네스 제도에 속한 3개의 섬, 타이완섬 남쪽의 란위섬이다.
필리핀에서 사용되는 바탄어군 언어들을 통틀어 이바탄어(Ivatan 또는 Ibatan)라고도 하고, 사용되는 섬들의 이름을 따서 부바얀어, 바탄어, 이트바야트어라고도 한다. 타이완의 란위섬에서 쓰이는 언어는 야미어 또는 타오어라고 한다.
Yang (2002)는 바탄조어를 재구한 바 있다.

## 분류
바탄어군에는 세 개의 언어가 있다.
- 야미어 (이무루드, 이랄랄라이, 이라누밀레크 방언): 란위섬
- 이트바야트어: 이트바야트섬
- 이바탄어 (이바사이, 이사무룽, 바부얀 방언): 바탄섬, 사브탕섬, 바부얀섬

Moriguchi (1983)는 바탄어군을 다음과 같이 분류했다.
- 바사이조어
  - 이트바야트어
  - 이바사이 방언
  - (분기군)
    - 바부얀, 이사무룽 방언
    - 야미어: 이랄랄라이, 이무루드 방언

Paul Jen-kuei Li (2000)에 따르면 야미어와 가장 가까운 언어는 이트바야트어이다. 바탄어군 가운데 가장 보수적인 언어는 이랄랄라이 방언이다(Li 2000).
바탄어군을 흔히 필리핀어군에 포함시키곤 하지만 모두가 여기에 동의하지는 않는다. 어떤 학자들은 바탄어군이 말레이폴리네시아어파의 독립된 최상위 분기군이라고 생각한다.

## 참고 문헌
- Blench, Roger. 2015. A new look at Bashiic, a divergent subgroup of Malayopolynesian. Paper presented at 13-ICAL, Academia Sinica, Taipei, Taiwan, 18-23 July, 2015.
- Li, Paul Jen-kuei (2001). The Dispersal of the Formosan Aborigines in Taiwan. Language and Linguistics 2.1:271-278.
- Moriguchi, Tsunekazu. 1983. "A preliminary report on Ivatan dialects". In ;;Batan Island and Northern Luzon: Archaeological, Ethnographical and Linguistic Survey;;, 205-253. Kumamoto: Kumamoto University.
- Shirahihara, K., Y. Aoyagi, and M. Koomoto. 1983. Batan island and northern Luzon: Archaeological, ethnographical, and linguistic survey. Kumamoto: University of Kumamoto Press.